# So sánh các máy ảnh kỹ thuật số Canon EOS
Bảng sau so sánh thông số kỹ thuật của các dòng máy ảnh kỹ thuật số Canon EOS.

## Thông tin chung
| Dòng máy           | Bộ xử lý hình ảnh | Loại cảm biến   | Số điểm ảnh hiệu dụng (megapixels) | Giá trị ISO tối thiểu | Giá trị ISO tối đa | Số điểm tự động lấy nét | Độ phóng đại của kính ngắm, tỷ lệ bao phủ | Màn hình                                              | Chế độ xem trực tiếp (Live view) | Số ảnh chụp tối đa trên một giây | Thiết bị lưu trữ | Ngày phát hành | Khối lượng (kg) | Kích thước, WxHxD (mm)  | Quay video                                             |        |
| ------------------ | ----------------- | --------------- | ---------------------------------- | --------------------- | ------------------ | ----------------------- | ----------------------------------------- | ----------------------------------------------------- | -------------------------------- | -------------------------------- | ---------------- | -------------- | --------------- | ----------------------- | ------------------------------------------------------ | ------ |
| 1Ds                | DIGIC             | Full-frame CMOS | 11.4                               | 50                    | 1250               | 45                      | 0.70×, 100%                               | 2.0", 120k pixels                                     | Không                            | 3                                | CF               | 2002Q4         | 1.265           | 156 × 158 × 80          | -                                                      |        |
| 1Ds Mk II          | DIGIC II          | Full-frame CMOS | 16.7                               | 50                    | 3200               | 45                      | 0.70×, 100%                               | 2.0", 230k pixels                                     | Không                            | 4.5                              | CF, SD           | 2004Q4         | 1.215           | 156 × 158 × 80          | -                                                      |        |
| 1Ds Mk III         | Dual DIGIC III    | Full-frame CMOS | 21.1                               | 50                    | 3200               | 45                      | 0.76×, 100%                               | 3.0", 230k pixels                                     | Có                               | 5.0                              | CF, SD           | 2007Q4         | 1.210           | 156 × 160 × 80          | -                                                      |        |
| 1D                 | DIGIC             | APS-H CCD       | 4                                  | 100                   | 3200               | 45                      | 0.72×, 100%                               | 2.0", 120k pixels                                     | Không                            | 8.0                              | CF               | 2001Q4         | 1.250           | 156 × 158 × 80          | -                                                      |        |
| 1D Mk II           | DIGIC II          | APS-H CMOS      | 8.2                                | 50                    | 3200               | 45                      | 0.72×, 100%                               | 2.0", 230k pixels                                     | Không                            | 8.5                              | CF, SD           | 2004Q2         | 1.220           | 156 × 158 × 80          | -                                                      |        |
| 1D Mk II N         | DIGIC II          | APS-H CMOS      | 8.2                                | 50                    | 3200               | 45                      | 0.72×, 100%                               | 2.5", 230k pixels                                     | Không                            | 8.5                              | CF, SD           | 2005Q3         | 1.225           | 156 × 158 × 80          | -                                                      |        |
| 1D Mk III          | Dual DIGIC III    | APS-H CMOS      | 10.1                               | 50                    | 6400               | 45                      | 0.76×, 100%                               | 3.0", 230k pixels                                     | Có                               | 10                               | CF, SD           | 2007Q1         | 1.155           | 156 × 157 × 80          | -                                                      |        |
| 1D Mk IV           | Dual DIGIC 4      | APS-H CMOS      | 16.1                               | 50                    | 102,400            | 45                      | 0.76×, 100%                               | 3.0", 920k pixels                                     | Có                               | 10                               | CF, SD           | 2009Q4         | 1.180           | 156 × 157 × 80          | 1080p30                                                |        |
| 1D X               | Dual DIGIC 5+     | Full-frame CMOS | 18.1                               | 50                    | 204,800            | 61                      | 0.76×, 100%                               | 3.2", 1040k pixels                                    | Có                               | 14                               | CF (×2)          | 2012Q2         | 1.530           | 158 × 164 × 83          | 1080p30, 720p60                                        |        |
| 1D C               | Dual DIGIC 5+     | Full-frame CMOS | 18.1                               | 50                    | 204,800            | 61                      | 0.76×, 100%                               | 3.2", 1040k pixels                                    | Có                               | 14                               | CF (×2)          | 2012Q2         | 1.530           | 158 × 164 × 83          | 4K, 1080p30, 720p60                                    |        |
| 1D X Mk II         | Dual DIGIC 6+     | Full-frame CMOS | 20.2                               | 50                    | 409,600            | 61                      | 0.76×, 100%                               | 3.2", 1620k pixels                                    | Có                               | 14                               | CFast, CF        | 2016Q1         | 1.530           | 158 × 164 × 83          | 4Kp60, 1080p120                                        | LP-E19 |
| 5D                 | DIGIC II          | Full-frame CMOS | 12.8                               | 50                    | 3200               | 9                       | 0.71×, 96%                                | 2.5", 230k pixels                                     | Không                            | 3                                | CF               | 2005Q3         | 0.81            | 152 × 113 × 75          | -                                                      |        |
| 5D Mk II           | DIGIC 4           | Full-frame CMOS | 21.1                               | 50                    | 25,600             | 9                       | 0.71×, 98%                                | 3.0", 920k pixels                                     | Có                               | 3.9                              | CF               | 2008Q4         | 0.81            | 152 × 113 × 75          | 1080p30, 480p30                                        |        |
| 5D Mk III          | DIGIC 5+          | Full-frame CMOS | 22.3                               | 50                    | 102,400            | 61                      | 0.71×, 100%                               | 3.2", 1040k pixels                                    | Có                               | 6                                | CF, SD           | 2012Q1         | 0.95            | 152 × 116 × 76          | 1080p30, 720p60                                        |        |
| 5D Mk IV           | DIGIC 6+          | Full-frame CMOS | 30.1                               | 50                    | 102,400            | 61                      | 0.71×, 100%                               | 3.2", 1620k pixels cảm ứng,                           | Có                               | 7                                | CF,SD            | 2016Q3         | 0.89            | 150.7 × 116.4 × 75.9 mm | 4Kp30 1080p120                                         |        |
| 5Ds / 5Ds R        | Dual DIGIC 6      | Full-frame CMOS | 50.6                               | 50                    | 12,800             | 61                      | 0.71×, 100%                               | 3.2", 1040k pixels                                    | Có                               | 5                                | CF, SDXC (UHS-I) | 2015Q2         | 0.93            | 152 × 116 × 76          | 1080p30, 720p60                                        |        |
| 6D                 | DIGIC 5+          | Full-frame CMOS | 20.2                               | 50                    | 102,400            | 11                      | 0.71×, 97%                                | 3.0", 1040k pixels                                    | Có                               | 4.5                              | SDXC (UHS-I)     | 2012Q4         | 0.77            | 145 × 111 × 71          | 1080p30, 720p60                                        |        |
| 7D                 | Dual DIGIC 4      | APS-C CMOS      | 18                                 | 100                   | 12,800             | 19                      | 1.0×, 100%                                | 3.0", 920k pixels                                     | Có                               | 8                                | CF               | 2009Q3         | 0.82            | 148 × 111 × 74          | 1080p30, 720p60                                        |        |
| 7D Mk II           | Dual DIGIC 6      | APS-C CMOS      | 20.2                               | 100                   | 51,200             | 65                      | 1.0×, 100%                                | 3.0", 1040k pixels                                    | Có                               | 10                               | CF, SDXC         | 2014Q3         | 0.91            | 149 × 112 × 78          | 1080p60, 720p60                                        |        |
| D30                |                   | APS-C CMOS      | 3.1                                | 100                   | 1600               | 3                       | 0.88×, 95%                                | 1.8", 114k pixels                                     | Không                            | 3                                | CF               | 2000Q2         | 0.78            | 150 × 107 × 75          | -                                                      |        |
| D60                | 0                 | APS-C CMOS      | 6.3                                | 100                   | 1000               | 3                       | 0.88×, 95%                                | 1.8", 114k pixels                                     | Không                            | 3                                | CF               | 2002Q1         | 0.78            | 150 × 107 × 75          | -                                                      |        |
| 10D                | DIGIC             | APS-C CMOS      | 6.3                                | 100                   | 3200               | 7                       | 0.88×, 95%                                | 1.8", 118k pixels                                     | Không                            | 3                                | CF               | 2003Q1         | 0.79            | 150 × 108 × 75          | -                                                      |        |
| 20D                | DIGIC II          | APS-C CMOS      | 8.2                                | 100                   | 3200               | 9                       | 0.90×, 95%                                | 1.8", 118k pixels                                     | Không                            | 5                                | CF               | 2004Q3         | 0.685           | 144 × 106 × 72          | -                                                      |        |
| 20Da               | DIGIC II          | APS-C CMOS      | 8.2                                | 100                   | 3200               | 9                       | 0.90×, 95%                                | 1.8", 118k pixels                                     | Có                               | 5                                | CF               | 2005Q1         | 0.685           | 144 × 106 × 72          | -                                                      |        |
| 30D                | DIGIC II          | APS-C CMOS      | 8.2                                | 100                   | 3200               | 9                       | 0.90×, 95%                                | 2.5", 230k pixels                                     | Không                            | 5                                | CF               | 2006Q1         | 0.7             | 144 × 106 × 74          | -                                                      |        |
| 40D                | DIGIC III         | APS-C CMOS      | 10.1                               | 100                   | 3200               | 9                       | 0.95×, 95%                                | 3.0", 230k pixels                                     | Có                               | 6.5                              | CF               | 2007Q3         | 0.74            | 146 × 108 × 74          | -                                                      |        |
| 50D                | DIGIC 4           | APS-C CMOS      | 15.1                               | 100                   | 12,800             | 9                       | 0.95×, 95%                                | 3.0", 920k pixels                                     | Có                               | 6.3                              | CF               | 2008Q4         | 0.73            | 146 × 108 × 74          | Thông qua phần mềm mã nguồn mở (Magic Lantern)         |        |
| 60D                | DIGIC 4           | APS-C CMOS      | 18                                 | 100                   | 12,800             | 9                       | 0.95×, 96%                                | 3.0", 1040k pixels, 3:2, articulated                  | Có                               | 5.3                              | SDXC             | 2010Q3         | 0.755           | 145 × 106 × 79          | 1080p30, 720p60                                        |        |
| 60Da               | DIGIC 4           | APS-C CMOS      | 18                                 | 100                   | 12,800             | 9                       | 0.95×, 96%                                | 3.0", 1040k pixels, 3:2, articulated                  | Có                               | 5.3                              | SDXC             | 2012Q2         | 0.755           | 145 × 106 × 79          | 1080p30, 720p60                                        |        |
| 70D                | DIGIC 5+          | APS-C CMOS      | 20.2                               | 100                   | 25,600             | 19                      | 0.95×, 98%                                | 3.0", 1040k pixels, 3:2, articulated màn hình cảm ứng | Có                               | 7                                | SDXC (UHS-I)     | 2013Q3         | 0.775           | 139 × 104.3 × 78.5      | 1080p30, 720p60                                        |        |
| 80D                | DIGIC 6           | APS-C CMOS      | 24.2                               | 100                   | 16000              | 45                      | 0.95x, 100%                               | 3.0", 1040k pixels, articulated màn hình cảm ứng      | Có                               | 7                                | SDHC             | 2016Q1         | 0.650           | 139 x 105.2 x 78.5      | 1080p60                                                |        |
| 77D                | DIGIC 7           | APS-C CMOS      | 24.2                               | 100                   | 25600              | 45                      | 0.82x, 95%                                | 3.0", 1040k pixels, articulated màn hình cảm ứng      | Có                               | 6                                | SDHC             | 2017Q1         | 0.493           | 131 x 100 x 76          | 1080p60                                                |        |
| 300D Digital Rebel | DIGIC             | APS-C CMOS      | 6.3                                | 100                   | 1600               | 7                       | 0.80×, 95%                                | 1.8", 118k pixels                                     | Không                            | 2.5                              | CF               | 2003Q3         | 0.694           | 142 × 99 × 72           | -                                                      |        |
| 350D Rebel XT      | DIGIC II          | APS-C CMOS      | 8.0                                | 100                   | 1600               | 7                       | 0.80×, 95%                                | 1.8", 115k pixels                                     | Không                            | 3                                | CF               | 2005Q1         | 0.54            | 127 × 94 × 64           | -                                                      |        |
| 400D Rebel XTi     | DIGIC II          | APS-C CMOS      | 10.1                               | 100                   | 1600               | 9                       | 0.80×, 95%                                | 2.5", 230k pixels                                     | Không                            | 3                                | CF               | 2007Q1         | 0.51            | 127 × 94 × 65           | -                                                      |        |
| 450D Rebel XSi     | DIGIC III         | APS-C CMOS      | 12.2                               | 100                   | 1600               | 9                       | 0.87×, 95%                                | 3.0", 230k pixels                                     | Có                               | 3.5                              | SDHC             | 2008Q2         | 0.475           | 129 × 98 × 62           | thông qua phần mềm mã nguồn mở để kết nối với máy tính |        |
| 500D Rebel T1i     | DIGIC 4           | APS-C CMOS      | 15.1                               | 100                   | 12,800             | 9                       | 0.87×, 95%                                | 3.0", 920k pixels                                     | Có                               | 3.4                              | SDHC             | 2009Q1         | 0.48            | 129 × 98 × 62           | 1080p20, 720p30                                        |        |
| 550D Rebel T2i     | DIGIC 4           | APS-C CMOS      | 18                                 | 100                   | 12,800             | 9                       | 0.87×, 95%                                | 3.0", 1040k pixels, 3:2                               | Có                               | 3.7                              | SDXC             | 2010Q1         | 0.53            | 129 × 98 × 62           | 1080p30, 720p60                                        |        |
| 600D Rebel T3i     | DIGIC 4           | APS-C CMOS      | 18                                 | 100                   | 12,800             | 9                       | 0.85×, 95%                                | 3.0", 1040k pixels, 3:2, articulated                  | Có                               | 3.7                              | SDXC             | 2011Q1         | 0.57            | 133 × 100 × 80          | 1080p30, 720p60                                        |        |
| 650D Rebel T4i     | DIGIC 5           | APS-C CMOS      | 18                                 | 100                   | 25,600             | 9                       | 0.85×, 95%                                | 3.0", 1040k pixels, 3:2, articulated màn hình cảm ứng | Có                               | 5.0                              | SDXC (UHS-I)     | 2012Q2         | 0.58            | 134 × 100 × 79          | 1080p30, 720p60                                        |        |
| 700D Rebel T5i     | DIGIC 5           | APS-C CMOS      | 18                                 | 100                   | 25,600             | 9                       | 0.85×, 95%                                | 3.0", 1040k pixels, 3:2, articulated màn hình cảm ứng | Có                               | 5.0                              | SDXC (UHS-I)     | 2013Q1         | 0.58            | 134 × 100 × 79          | 1080p30, 720p60                                        |        |
| 750D Rebel T6i     | DIGIC 6           | APS-C CMOS      | 24.2                               | 100                   | 25,600             | 19                      | 0.82×, 95%                                | 3.0", 1040k pixels, 3:2, articulated màn hình cảm ứng | Có                               | 5.0                              | SDXC (UHS-I)     | 2015Q2         | 0.555           | 132 × 101 × 78          | 1080p30, 720p60                                        |        |
| 760D Rebel T6s     | DIGIC 6           | APS-C CMOS      | 24.2                               | 100                   | 25,600             | 19                      | 0.85×, 95%                                | 3.0", 1040k pixels, 3:2, articulated màn hình cảm ứng | Có                               | 5.0                              | SDXC (UHS-I)     | 2015Q2         | 0.565           | 132 × 101 × 78          | 1080p30, 720p60                                        |        |
| 1000D Rebel XS     | DIGIC III         | APS-C CMOS      | 10.1                               | 100                   | 1600               | 7                       | 0.81×, 95%                                | 2.5", 230k pixels                                     | Có                               | 3                                | SDHC             | 2008Q3         | 0.45            | 126 × 98 × 62           | via open source software to computer                   |        |
| 1100D Rebel T3     | DIGIC 4           | APS-C CMOS      | 12.1                               | 100                   | 6400               | 9                       | 0.80×, 95%                                | 2.7", 230k pixels                                     | Có                               | 3                                | SDXC             | 2011Q1         | 0.495           | 130 × 100 × 78          | 720p30                                                 |        |
| 1200D Rebel T5     | DIGIC 4           | APS-C CMOS      | 18                                 | 100                   | 6400               | 9                       | 0.80×, 95%                                | 3.0", 460k pixels                                     | Có                               | 3                                | SDXC             | 2014Q1         | 0.48            | 130 × 100 × 88          | 1080p30, 720p60                                        |        |
| 100D Rebel SL1     | DIGIC 5           | APS-C CMOS      | 18                                 | 100                   | 25,600             | 9                       | 0.87×, 95%                                | 3.0", 1040k pixels, 3:2, màn hình cảm ứng             | Có                               | 4.0                              | SDXC (UHS-I)     | 2013Q1         | 0.41            | 117 × 91 × 69           | 1080p30, 720p60                                        |        |
| M                  | DIGIC 5           | APS-C CMOS      | 18                                 | 100                   | 25,600             | 31 (Max)                | -                                         | 3.0", 1040k pixels, 3:2, màn hình cảm ứng             | Có (chỉ có)                      | 4.3                              | SDXC (UHS-I)     | 2012Q3         | 0.262           | 108.6 × 66.5 × 32.3     | 1080p30, 720p60                                        |        |
| M3                 | DIGIC 6           | APS-C CMOS      | 24                                 | 100                   | 25,600             | 49                      | -                                         | 3.0", 1040k pixels, 3:2, màn hình cảm ứng             | Có (chỉ có)                      | 4.2                              | SDXC (UHS-I)     | 2015Q1         | 0.366           | 111 × 68 × 44           | 1080p30, 720p60                                        |        |
| Dòng máy           | Bộ xử lý hình ảnh | Loại cảm biến   | Số điểm ảnh hiệu dụng (megapixels) | Giá trị ISO tối thiểu | Giá trị ISO tối đa | Số điểm tự động lấy nét | Độ phóng đại của kính ngắm, tỷ lệ bao phủ | Màn hình                                              | Chế độ xem trực tiếp (Live view) | Số ảnh chụp tối đa trên một giây | Thiết bị lưu trữ | Ngày phát hành | Khối lượng (kg) | Kích thước, WxHxD (mm)  | Quay video                                             |        |